# Ixobrychus cinnamomeus
El avetorillo canelo o mirasol canelo (Ixobrychus cinnamomeus) es una especie de ave pelecaniforme de la familia Ardeidae propia del sur de Asia

## Distribución y hábitat
Se reproduce en zonas tropicales y subtropicales de Asia, desde la India hasta China e Indonesia. Es principalmente residente, pero algunas aves del norte migran distancias cortas.
Su hábitat de reproducción son los cañaverales. Anidan en las plataformas de totora en arbustos, o, a veces en los árboles. Se alimentan de insectos, peces y anfibios.

## Descripción
Es una especie pequeña, mide alrededor de 38 cm de longitud, aunque es uno de los avetoros más grandes del género Ixobrychus. Tiene el cuello corto y el pico un poco largo, el macho es uniformemente canela por encima y ante por debajo. La hembra es similar, pero la espalda y la corona son de color marrón, las aves jóvenes son similares a la hembra, pero fuertemente rayados de marrón en la parte inferior.